# バチカンの世界遺産
バチカンの世界遺産（バチカンのせかいいさん）はユネスコの世界遺産に登録されているバチカン国内の文化遺産の一覧。

## 文化遺産
- ローマ歴史地区、教皇領とサン・パオロ・フオーリ・レ・ムーラ大聖堂 - （1980年）[1]
- バチカン市国 - （1984年）

## 自然遺産
なし

## 複合遺産
なし

## 暫定リスト
2012年5月時点では、バチカン市国の暫定リスト記載物件は存在しない。